# Matija Kavčič
Matija Kavčič, slovenski pravnik in politik, * 18. september 1802, Medvode, † 11. oktober 1863, Ljubljana.

## Življenjepis
Kavčič je na Dunaju študiral pravo in 1830 doktoriral.  
V letih 1834 in 1835 živel v Mekinjah in služboval kot sodnik, nato pa je bil odvetnik v Ljubljani, kjer je opravljal različne službe. Med drugim je bil predsednik odvetniške zbornice in član Kranjske hranilnice (1849 do 1853), od 1854 tudi njen kurator. Od 1848 je deloval tudi kot politik.

## Politično delo
Kavčič je bil zastopnik Ljubljane v starem stanovskem zboru in 1848 izvoljen v novi deželni zbor; v državnem zboru pa je bil član ustavnega odseka in se udeležil zasedanja parlamenta v Kroměřížu (Češka). Zavzemal se je za ustanovitev slovenske univerze v Ljubljani. V državnem zboru je s somišljeniki zagovarjal svobodo vere, zahteval neposredni državni nadzor cerkvenih zadev in odpravo tlačanstva. Pri upravni razdelitvi je bil med zagovorniki uveljavljanja narodnostnega načela. Po tem predlogu naj bi se združila nemška dela Štajerske in Koroške v eno deželo, njuna slovenska dela pa skupaj s Kranjsko in slovenskim delom Primorja v deželo Slovenijo.